# Negotiations and Love Songs
Negotiations and Love Songs è una raccolta di canzoni di Paul Simon pubblicata nel 1988. Il titolo è preso da un verso della canzone Train in the Distance.

## Brani
1. Mother and Child Reunion 3:02
2. Me and Julio Down By the Schoolyard 2:44
3. Something So Right 4:30
4. St. Judy's Comet 3:19
5. Loves Me Like a Rock 3:14
6. Kodachrome 3:33
7. Have a Good Time 3:24
8. 50 Ways to Leave Your Lover 3:14
9. Still Crazy After All These Years 3:25
10. Late In the Evening 3:56
11. Slip Slidin' Away 4:45
12. Hearts and Bones 5:39
13. Train in the Distance 4:22
14. Rene And Georgette Magritte With Their Dog After The War 3:44
15. Diamonds on the Soles of Her Shoes 5:46
16. You Can Call Me Al 4:43
17. Graceland 4:48

I Primi due brani sono tratti dall'album Paul Simon, i brani 3-6 da There Goes Rhymin' Simon, i brani 7-9 da Still Crazy After These Years, il brano 10 da One-Trick Pony, il brano 11 da Greatest Hits, Etc, i brani 12-14 da Hearts And Bones e gli ultimi tre brani da Graceland